# Куркин, Александр Михайлович
Александр Михайлович Куркин (24 ноября [7 декабря] 1916, Сибилев, область Войска Донского — 2003) — советский и российский художник-миниатюрист и иллюстратор книг, известный художник Палеха. Член Союза художников РСФСР с 1950 года.

## Биография
Родился в многодетной семье: кроме него были ещё четыре брата и сестра.
Окончив семилетнюю школу, учился в железнодорожном училище в городе Каменске Ростовской области. Но Александра тянуло к рисованию. Его мечта сбылась, и в 1935—1940 годах он учился в Палехском художественном училище. В числе его учителей были: Д. Н. Буторин, А. В. Котухин, И. И. Зубков, Н. М. Парилов.
По окончании училища, в 1940 году пришел работать в коллектив Палехских художественных мастерских. В апреле 1941 года был призван в РККА. Стал участником Великой Отечественной войны, после её окончания вернулся в Палех, продолжив любимое дело. В 1946 году, под впечатлением от войны, написал картины «Едут, едут по Берлину наши казаки» и «Подвиг Александра Матросова».
Награждён медалями, в числе которых «За боевые заслуги».
Работы Куркина хранятся в музеях: Государственный музей палехского искусства, Государственный Русский музей, Музей нонконформистского искусства, Всероссийский музей декоративно-прикладного и народного искусства, Ивановские областной художественный музей и областной краеведческий музеи, Центральный музей Революции СССР (с 1998 года — Государственный центральный музей современной истории России), Центральный музей Вооружённых сил, Государственный музей А. С. Пушкина в Москве, Шуйский музейно-культурный центр им. М. В. Фрунзе, Художественный фонд России, а также в художественных музеях Костромы, Ярославля, Оренбурга, Ростова-на-Дону.
Умер в 2003 году.

## Труды
Его работы представляли Палех на многих отечественных и зарубежных выставках. На четвёртой выставке «Советская Россия» экспонировался ларец «Тихий Дон» — работа Куркина, как уроженца Дона, воспевшего в стиле Палеха жизнь донского казачества. Александр Михайлович также участвовал в искусстве театральных постановок: под руководством Николая Парилова он рисовал декорации к опере «Золотой петушок» для Саратовского театра оперы и балета им. Н. Г. Чернышевского (1946—1947) и к балету «Сказка о мёртвой царевне» для Ленинградского Малого оперного академического театра (1949). Вместе с палехскими художниками — Г. М. Мельниковым, А. В. Боруновым, В. В. Большаковым и В. Н. Смирновым — он оформил спектакль «Красные дьяволята» в Московском драматическом театре имени Н. В. Гоголя (1960—1961).
Часть творчества А. М. Куркина связана с книжной сказочной иллюстрацией; самый обширный цикл его работ посвящён сказкам из собрания А. Н. Афанасьева.
Некоторые книги с иллюстрациями Александра Михайловича Куркина:
- 1972 год:
  - Пушкин А. С. Сказка о царе Салтане. Художественный альбом плюс книга (ил. Куркин А. М.). Л., Художник РСФСР, 1972, 40 с. + 12 полностр. цв. ил. на отдельных листах на мелованной бумаге, увеличенный формат.
  - Русские народные сказки в иллюстрациях палехского художника Александра Куркина. Альбом в папке (ил. Куркин А. М.). М., Аврора, 1972, 16 л.
- 1978 год: Русские народные сказки А. Н. Афанасьева. Книга первая (ил. Куркин А. М.). Сер. Русские народные сказки в иллюстрациях А. Куркина. М. Советская Россия, 1978, 176 с.
- 1981 год: Русские народные сказки А. Н. Афанасьева. Книга вторая (ил. Куркин А. М.). Сер. Русские народные сказки в иллюстрациях А. Куркина. М. Советская Россия, 1981, 168 с.
- 1983 год: Русские народные сказки А. Н. Афанасьева. Книга третья (ил. Куркин А. М.). Сер. Русские народные сказки в иллюстрациях А. Куркина. М. Советская Россия, 1983, 112 с.
- 1997 год: Три царства. Русские народные сказки. Из собрания А. Н. Афанасьева. Книга первая. (ил. Куркин А. М.). М., Радуга, 1997, 164 с.
- 1998 год: Доброе слово. Русские народные сказки. Из собрания А. Н. Афанасьева. Книга вторая. (ил. Куркин А. М.). М., Радуга, 1998, 176 с.
- 2000 год: Доброе слово. Русские народные сказки. Из собрания А. Н. Афанасьева. Книга вторая. (ил. Куркин А. М.). М., Радуга, 2000, 176 с.
- 2001 год: Волшебное кольцо. Русские народные сказки. Из собрания А. Н. Афанасьева. Книга первая. (ил. Куркин А. М.). М., Радуга, 2001, 160 с.